# Nanhermannia nasata
Nanhermannia nasata är en kvalsterart som först beskrevs av Warburton 1912.  Nanhermannia nasata ingår i släktet Nanhermannia och familjen Nanhermanniidae. Inga underarter finns listade i Catalogue of Life.